# Phúc Hải
Phúc Hải (tiếng Trung: 福海; bính âm: Fúhǎi, Uyghur:  بۇرۇلتوقاي ناھىيىسى‎, ULY:  Burultok̡ay Nah̡iyisi, UPNY:  Burultoqay Nahiyisi?) là một huyện của địa khu Altay (A Lặc Thái), Châu tự trị dân tộc Kazakh - Ili (Y Lê), khu tự trị Tân Cương, Trung Quốc. Huyện nằm trên một thung lũng xanh tốt bao quanh là các sa mạc và đất đai cằn cỗi. Dãy núi Altay

### Trấn
- Phúc Hải (福海镇)

### Hương
- Giải Đắc A Nhiệt Lặc(解特阿热勒乡)
- Khoa Khắc A Dát Thập (科克阿尕什乡)
- Tề Can Cát Diệt (齐干吉迭乡)
- Khách Lạp Mã Cái (喀拉玛盖乡)
- A Nhĩ Đạt (阿尔达乡)